# تاكيتا (أويتا)
مدينة تاكيتا (بالإنجليزية: Taketa)‏ هي أحد المدن التابعة لمحافظة أويتا. تأسست رسميًا في 31/03/1954. ويقدر عدد سكانها بـ 25449 نسمة حسب تقدير مكتب الإحصاء الياباني لعام 2012. تبلغ مساحة تاكيتا 477.59 كم2. بكثافة سكانية تبلغ 53.3 نسمة/كم2.

## أعلام
- تاكيو هايروز
- إيواو أكياما